# Karl F. Chudoba
Karl Franz Johann Chudoba (* 10. September 1898 in Wratzow, Mähren; † 14. März 1976 in Göttingen) war ein Mineraloge und Petrologe sowie Rektor der Rheinischen Friedrich-Wilhelms-Universität in Bonn.

## Leben
Nach der Promotion (1924) und Habilitation (1929) in Bonn war Chudoba als Assistent am Mineralogisch-Petrographischen Institut der Universität Bonn tätig. Nach der „Machtergreifung“ der Nationalsozialisten trat er 1933 der SA und zum 1. Mai desselben Jahres der NSDAP bei (Mitgliedsnummer 2.092.666) und wurde Schulungsleiter der NSDAP-Ortsgruppe. 1935 wurde Chudoba stellvertretender Leiter des NS-Dozentenbundes und außerplanmäßiger Professor an der Universität Bonn, wo er 1938 zum Ordinarius und Direktor des Mineralogisch-petrologischen Instituts aufstieg.
Chudoba war von März 1938 bis 1945 Gaudozentenbundführer von Köln-Aachen. Er gab in dieser Funktion die „Kriegsvorträge der Rheinischen Friedrich-Wilhelms-Universität Bonn a. Rh“ heraus. Von November 1939 bis März 1945 war er außerdem Rektor der Universität Bonn; in der Zeit von April 1941 bis Anfang 1942 diente er als Oberleutnant der Reserve bei der Wehrmacht. Chudoba verlieh am 30. Januar 1941 die akademischen Ehrenbürgerrechte an SA-Oberführer Landesrat Dr. Hans Joachim Apffelstaedt.
Chudoba war (1942) Vorsitzender des Kuratoriums des Joseph-von-Görres-Preises.
Eine kleine Gruppe von Professoren um Chudoba (darunter Erich Feldmann und Kurt Tackenberg) siedelte Anfang 1945, nach Schließung der Universität zum WS 1944/45, vor den anrückenden Alliierten mit Chudobas als kriegswichtig angesehenem Institut nach Göttingen um. Dort wurde auch noch nach der Besetzung Bonns durch US-amerikanische Truppen an der Verwaltung mit Bildung eines eigenen, autarken Rektorats festgehalten, obwohl durch den in Bonn gebliebenen Prorektor Theodor Brinkmann bereits Verhandlungen mit der Besatzungsmacht zur Fortführung des Universitätsbetriebes geführt wurden.
Nach dem Krieg bescheinigte der Bonner Professor Paul Martini, der Chudoba längere Zeit wegen einer Herzkrankheit behandelt hatte, dieser habe es stets abgelehnt, aus politischen Gründen persönliche Ungerechtigkeiten und Unanständigkeiten zu begehen.
Chudoba, der in der Nachkriegszeit zunächst nur 131er war, wurde 1966 emeritiert.

## Leistungen
Die spezielle Mineralogie und die Schmuck- und Edelsteinkunde waren Chudobas Hauptarbeitsgebiete. Ein von ihm gemeinsam mit Reinhard Brauns herausgegebenes Handbuch erlebte zahlreiche Auflagen.

## Schriften
- Die Grundlagen nationalsozialistischer Selbsthilfe in der Erzversorgung (= Bonner akademische Reden. Heft 26, ISSN 0344-1857). Scheur, Bonn 1937, (Rede zur Erinnerung an den 18. Januar 1871 und den 30. Januar 1933).
- Ansprache bei der feierlichen Verleihung des volksdeutschen Joseph-von-Görres-Preises an den rheinischen Kunstforscher Paul Clemen aus Bonn am 4. Juli 1942. Scheur, Bonn 1942.
- als Herausgeber: Der Kampf um den Rhein (= Kriegsvorträge der Rheinischen Friedrich-Wilhelms-Universität Bonn am Rhein. Heft 1). Scheur, Bonn 1943.
- als Bearbeiter: Reinhard Brauns: Allgemeine Mineralogie (= Sammlung Göschen. 29). 10., erweiterte Auflage der „Mineralogie“. Bearbeitet von Karl F. Chudoba. de Gruyter, Berlin 1958, (12., wesentlich erweiterte Auflage. ebenda 1968).
- als Bearbeiter: Reinhard Brauns: Spezielle Mineralogie (= Sammlung Göschen. 31). 9., erweiterte Auflage der „Mineralogie“. Bearbeitet von Karl F. Chudoba. de Gruyter, Berlin 1955, (Unveränderter Nachdruck der 11., erweiterten Auflage. ebenda 1979, ISBN 3-11-007997-6).

## Ehrungen
Ehrungen in Bonn: Chudoba erhielt als Rektor der Universität die Beethovenmedaille am 17. Oktober 1943 zugleich mit Elly Ney.
Chudoba zu Ehren wurde von Karl Hugo Strunz im Jahre 1960 ein in der Tsumeb Mine im Otavibergland in Namibia gefundenes neues Arsenatmineral als Chudobait benannt.